# Pascal Gourville
 (janvier 2024).
Si vous disposez d'ouvrages ou d'articles de référence ou si vous connaissez des sites web de qualité traitant du thème abordé ici, merci de compléter l'article en donnant les références utiles à sa vérifiabilité et en les liant à la section « Notes et références ».
Dominique ou Pascal Gourville est un footballeur franco-mauritanien né le 12 janvier 1975 à Saint-Denis (La Réunion). 
Dominique Gourville a débuté à Montereau chez les minimes comme gardien. Ce joueur s'est révélé comme défenseur à Moissy puis Valenciennes. Il est devenu International mauritanien.

## Carrière de joueur
- Montereau-Fault-Yonne
- 1997-1998 : US Moissy-Cramayel
- 1998-1999 : Valenciennes FC
- 1999-2000 : Le Mans UC
- 2000-2002 : CS Sedan-Ardennes
- 2001-2002 : FC Gueugnon (prêt)
- 2002-2004 : Grenoble Foot
- 2004-2005 : AC Seyssinet-Pariset
- 2005-2007 : US Sénart-Moissy
- 2007-2008 : FUSC Bois-Guillaume (CFA2)
- décembre 2009 : football club Vallée de la Gresse

## Palmarès
- International mauritanien